# Santa Rosa, Tapachula
Santa Rosa är en ort i Mexiko.   Den ligger i kommunen Tapachula och delstaten Chiapas, i den sydöstra delen av landet, 900 km sydost om huvudstaden Mexico City. Santa Rosa ligger 102 meter över havet och antalet invånare är 126.
Terrängen runt Santa Rosa är lite kuperad. Runt Santa Rosa är det ganska tätbefolkat, med 239 invånare per kvadratkilometer. Närmaste större samhälle är Tapachula, 5,0 km norr om Santa Rosa. Trakten runt Santa Rosa består till största delen av jordbruksmark.